# Gwiezdny zamek
Gwiezdny zamek (tytuł oryginału: Le Château des étoiles) – francuska seria komiksowa autorstwa Alexa Alice'a. Ukazuje się od 2014 nakładem wydawnictwa Rue de Sèvres w nietypowej formie przypominającej rozmiarem i szatą graficzną gazetę. Po polsku serię wydaje Egmont Polska w tomach zbiorczych.

## Fabuła
Utrzymana w konwencjach fantasy i science-fiction, akcja serii toczy się w XIX wieku i opowiada o profesorze Dulacu i jego synu Serafinie, którzy prowadzą badania naukowe zmierzające do udowodnienia istnienia tajemniczej substancji zwanej eterem. Kontynuują w ten sposób dzieło Claire Dulac, żony profesora i matki Serafina, która niedawno zginęła w trakcie eksperymentu nad właściwościami eteru. Po roku ojciec i syn dowiadują się, że Claire zostawiła po sobie dziennik z zapiskami z eksperymentów. Okazuje się, że jego treścią zainteresowani są nie tylko bliscy badaczki, ale też potężni ludzie chcący wykorzystać tę wiedzę do wzmocnienia swojej władzy.

## Tomy
| Tom | Zbiorcze wydanie polskie                    | Zbiorcze wydanie oryginalne                    |
| --- | ------------------------------------------- | ---------------------------------------------- |
| 1   | 1869: Podbój kosmosu. Tom 1 (2018)          | 1869: La Conquête de l'espace – Vol. I (2014)  |
| 2   | 1869: Podbój kosmosu. Tom 2 (2018)          | 1869: La Conquête de l'espace – Vol. II (2015) |
| 3   | Rycerze Marsa (2018)                        | Les Chevaliers de Mars (2017)                  |
| 4   | Francuz na Marsie (2019)                    | Un Français sur Mars (2018)                    |
| 5   | Z Marsa do Paryża (2021)                    | De Mars à Paris (2020)                         |
| 6   | Międzyplanetarna wystawa z 1875 roku (2023) | L'Exposition interplanétaire de 1875 (2021)    |
| 7   | Planeta mgieł (2025)                        | La planète des brumes (2024)                   |